# 十一年式平射歩兵砲
十一年式平射歩兵砲（11ねんしきへいしゃほへいほう）とは、旧日本陸軍が大正11年（1922年）に制式化した口径37mmの歩兵砲。
同時期に先行して開発された狙撃砲と同じく、直射による機関銃陣地撲滅を目的としていた。

## 概要
本砲は少し前に開発された狙撃砲と同じく直射による機関銃陣地撲滅及び特火点の銃眼の狙撃を目的とする口径37mmの小型軽量の歩兵砲であり、開発に当たってはフランスのプトー37mm歩兵砲の影響を受けたといわれる。
本砲は砲身後座式の火砲であり、砲身・砲架等からなる。砲身は単肉鋼製で全長1040mm(28口径)、閉鎖機は半自動垂直鎖栓式である。閉鎖機を含めた砲身重量は27.8kgと狙撃砲の42kgより軽量である。揺架は内部に駐退機を収納し、砲耳により砲架と連結される。砲架は前脚と2つの後脚からなる三脚式であり、前脚の上下により砲身軸の高さを55cm(高姿勢)から38cm(低姿勢)まで変更できる。三脚架前方には運搬に用いる提棍(キャリングハンドル)の挿入部2つを有し、右の写真のように提棍を挿入したまま運用することもある。三脚架の重量は42.6kgである。照準器は高低照準器・方向照準器からなり、表尺眼鏡をもって直接照準を行う。照準眼鏡は倍率3倍、視界12度である。
十一年式平射歩兵砲の戦砲隊（分隊）は、指揮官（下士官）1名、兵10名（砲手8名馭兵2名）、駄馬2頭（砲馬・弾薬馬）からなる。本砲の移動は分解して1馬駄載、または結合のまま提棍を装着し4名、分解して7名による臂力搬送による。砲架は軽三脚式で高低の二姿勢を選択でき、高姿勢時の最大仰角16.5度、同俯角3度、低姿勢時はそれぞれ10度、9.5度である。
日本陸軍で使用されたほか、泰平組合を通じて輸出も図られ、中国軍でも本砲が使用されている。また、満洲国軍でも使用された。
本砲は戦車砲としても使用され、陸軍の保有するルノー甲型戦車の一部は本砲を装備していた。
本砲の一部が車載されたことから、"九五式軽戦車や九七式軽装甲車の主砲である九四式三十七粍戦車砲は本砲の改良車載型である"と言われることもあるが、開発経緯や砲弾の装薬量等の点から見て、本砲というよりも狙撃砲の車載改造型に近いものである。

## 砲弾

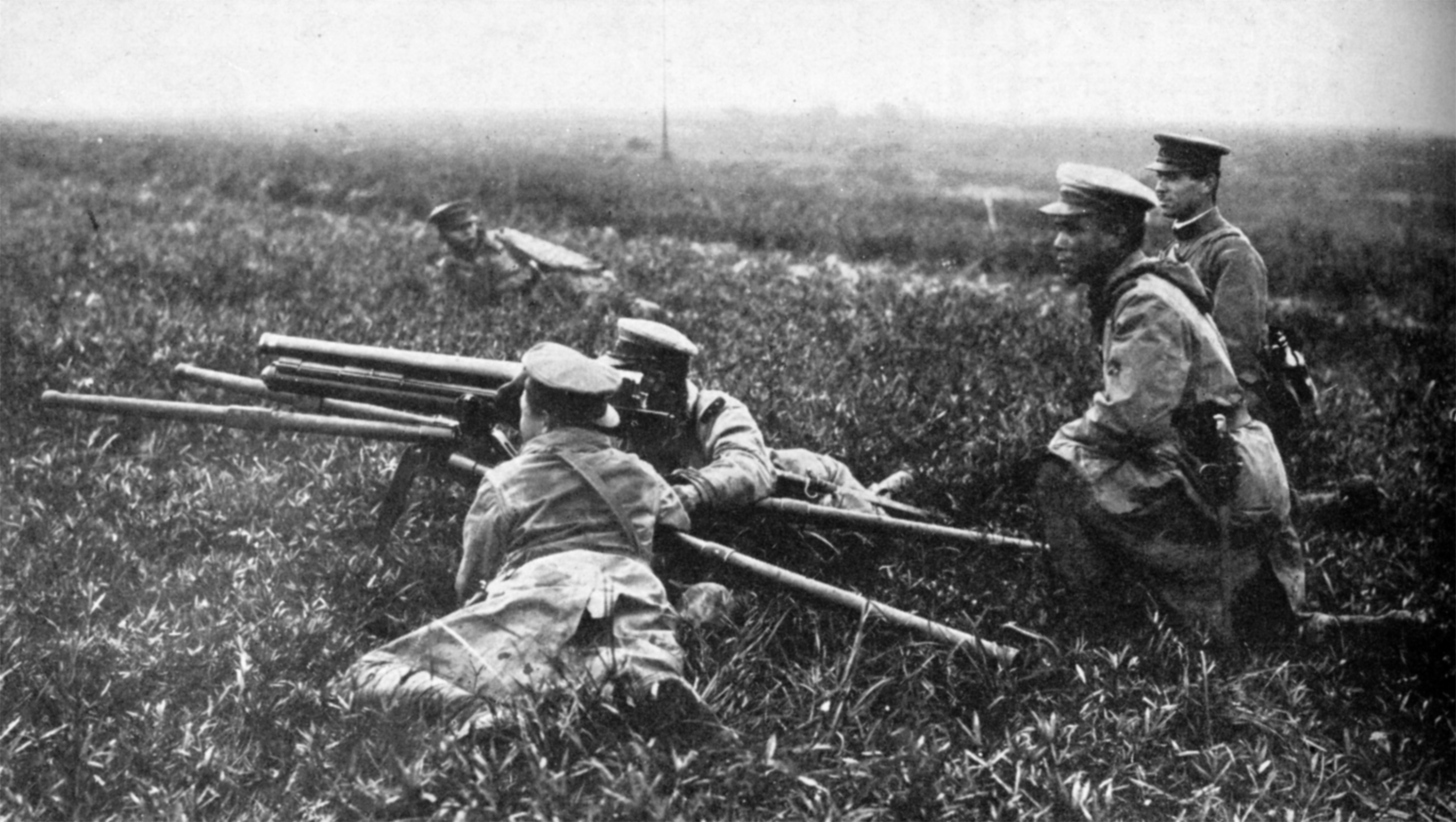
提棍を装着したままでの射撃状態、2人の射手が砲を操作している後ろに指揮官がいる。離れた場所に2人の弾薬手が控えている。

本砲の砲弾は九四式徹甲弾及び九四式榴弾が開発されるまでは破甲榴弾のみが用意されていた。破甲榴弾はどの目標も撃てるように考えられた一種の多目的弾で、弾頭部の厚みを増した海軍で言う通常弾と同じような構造である。最初に開発されたのは十一年式榴弾であったが、戦車に対する射撃試験で現制榴弾は全く効力を有さないことが判明した。また十一年式代用弾は弾体が鋳鉄製であることから生産が難しく、コストが高くつくことが問題になった。そこで破甲榴弾については大正10年(1921年)2月よりニッケルクローム鋼弾及び弾頭二次健焼弾を試作して試験を実施した結果、二次健焼弾はニッケルクローム鋼弾と同じく装甲板に対し有効であることが判明した。8月の戦車・野砲防盾・機関銃に対する結果実用性を認められて現制砲弾に変わる破甲榴弾として十二年式榴弾として仮制式化し、また代用弾については弾体を軟鉄製に改めて十二年式代用弾として同じく仮制式化された。これをもって十一年式榴弾及び代用弾は廃止が決定された。
十二年式榴弾は距離600mで「英国製8号型タンク」のニッケルクローム装甲15mm、距離1,000mで「英国製A型タンク」の同装甲12mmを貫徹することが可能であった。また昭和6年(1931年)に実施されたルノー甲型戦車に対する想定距離380m(存速300m/秒)での射撃試験では信管が着発式のため内部に及ぼす効力は少ないものの装甲板に大なる破壊と亀裂を生じるなど、開発当時の装甲車輌に対し十分な貫徹能力を有していた。昭和3年(1928年)の「対戦車戦闘法」によると、十二年式榴弾はより新型の日本製鋼所製防盾鋼板(ニセコ鋼板)に対し厚さ10mm以下の場合は射距離1,000m以下、厚さ15mmの場合は同400m以下でそれぞれ貫徹するものの厚さ17mm以上の場合はいかなる距離でも効力を有さないとされた。榴弾としては炸薬量が少なく、危害半径が5mほどしかなかったために敵陣地に対する効果は低かった。
十二年式榴弾は1920年代末期に登場したルノー乙型戦車や八九式中戦車など改良された装甲を有する新型戦車に対しては威力不足を指摘された。そこで本砲及び狙撃砲に用いる目的で試製徹甲弾が開発され、試験では距離200mで25.4mm、距離270m(存速387m/秒)で20.5mm、距離600m(存速332m/秒)で15.6mmのニセコ鋼板を貫徹できることが確認された。しかし弾体抗力が不足しており、また対戦車火砲として新たに高初速の速射砲の研究が開始されたことから本砲弾は九四式三十七粍速射砲用弾薬として再設計されることとなり、九四式徹甲弾として制式化された。本砲も九四式徹甲弾を使用して対戦車砲としての役割を担うことが期待されたが、軽量化のため各部があまりにも華奢であり、装薬量（5粍方形薬51g）を増すことができなかった。このため九四式徹甲弾を使用すると砲弾重量が重いため初速437m/sと九四式榴弾の初速451m/秒より遅くなり、貫徹能力に限界があったため対戦車任務に関しては九四式速射砲に更新されていった。
同様に、破甲榴弾の榴弾としての威力不足に関しては速射砲用に開発した九四式榴弾を弾頭に使用することで危害半径は7mに増大し、また信管は瞬発式の九三式小瞬発信管となり信頼性そのものも増した。しかし依然として機関銃陣地に対しては威力不足であったため、この任務に関しては口径70mmで効力半径22m(九二式榴弾)を有する九二式歩兵砲によって更新されていくことになった。昭和13年(1938年)には満州事変で押収された榴弾が一三式榴弾として準制式化された。本砲弾の形状及び弾道性は十二年式榴弾とほぼ同一であり、着弾による効力半径は九四式榴弾と同じく7mであった。
| 使用弾薬一覧 |                    |                          |                   |                                       |         |
| 種類         | 型番               | 信管                     | 全備弾量/全備筒量 | 炸薬/装薬                             | 初速    |
| 破甲榴弾     | 十一年式榴弾       | -                        | -                 | -                                     | -       |
| 破甲榴弾     | 十二年式榴弾       | 十二年式着発信管         | 650g/950g         | 粉状茶褐薬48g/特殊方形薬51g           | 450m/秒 |
| 徹甲弾       | 試製徹甲弾(1号)    | 十二年式着発信管         | 650g/-            | 粉状茶褐薬21g/-                       | 452m/秒 |
| 徹甲弾       | 九四式徹甲弾       | 九四式小延弾底信管       | 700g/1010g        | 黄色薬10g/五粍方形薬51g               | 437m/秒 |
| 榴弾         | 九四式榴弾         | 九三式小瞬発信管         | 645g/955g         | 黄色薬20g・茶褐薬38.5g /五粍方形薬51g | 451m/秒 |
| 榴弾         | 一三式榴弾         | 押収一四式小瞬発信管(甲) | 664g/974g         | 茶褐薬62g/押収方形薬50g               | -       |
| 代用弾       | 十一年式代用弾     | -                        | -                 | -                                     | -       |
| 代用弾       | 十二年式代用弾     | 十二年式着発信管         | 650g/950g         | 圧窄粒形薬42g/特殊方形薬51g           | 450m/秒 |
| 代用弾       | 九四式徹甲弾代用弾 | 無し                     | 700g/1010g        | 無し/五粍方形薬51g                    | 437m/秒 |
| 代用弾       | 九四式榴弾代用弾   | 九三式小瞬発信管         | 645g/955g         | 黒色小粒薬25g/五粍方形薬51g           | 451m/秒 |
| 空包         | 空包               | 無し                     | 無し/280g(薬莢)   | 無し/一号空包薬20g                    | 無し    |